# Apogon notatus
Espèce
Statut de conservation UICN

 LC  : Préoccupation mineure
Apogon notatus est un poisson de la famille des Apogonidae.